# Galoschen

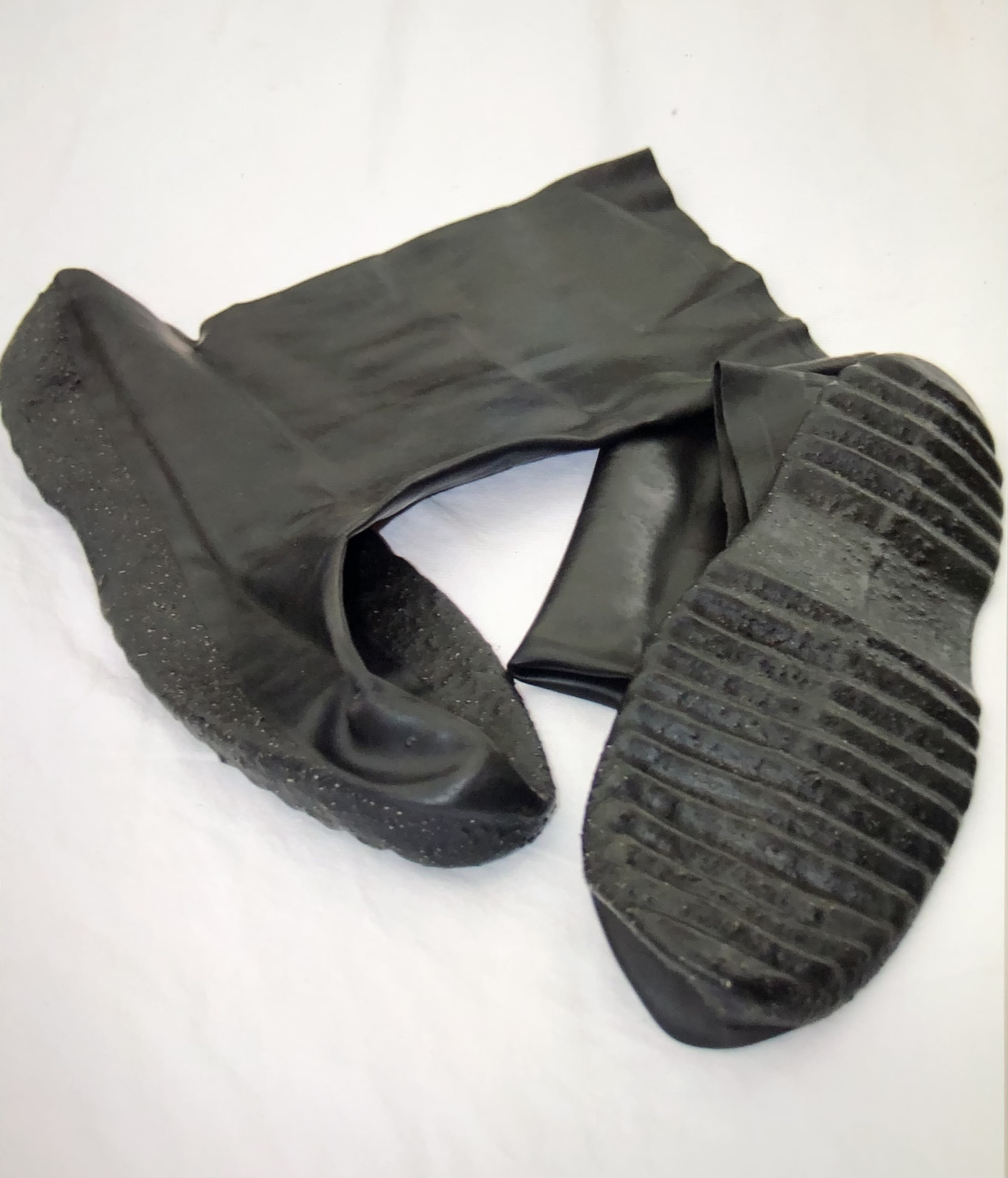
Elastische Überschuhe aus Latex-Gummi werden als Regenschutz bei Motorradfahrern verwendet.

Galoschen sind Überschuhe, die zum Schutz der Schuhe über diese gestreift werden oder dem Schutz von Fußböden dienen. Da sie meist aus Naturkautschuk-Gummi bestehen, ist das An- und Ausziehen aufgrund des elastischen Materials leicht. Einweg-Überschuhe werden dagegen als Schutz vor Verunreinigung sensibler Bereiche getragen.

## Verwendung

### Gummi-Überschuhe

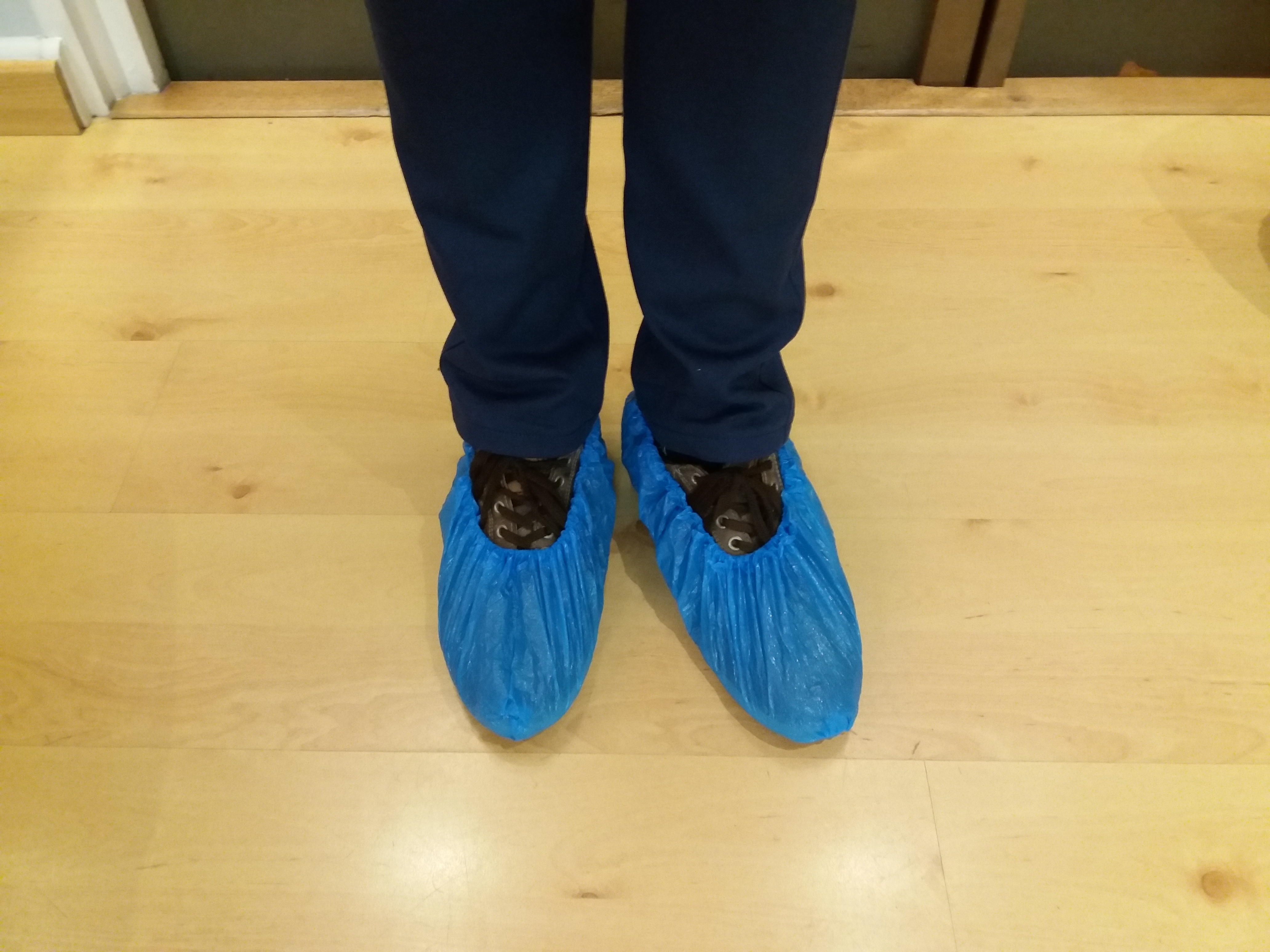
Dünne Einweg-Überschuhe zum Schutz des Bodes vor verschmutzten Schuhen.

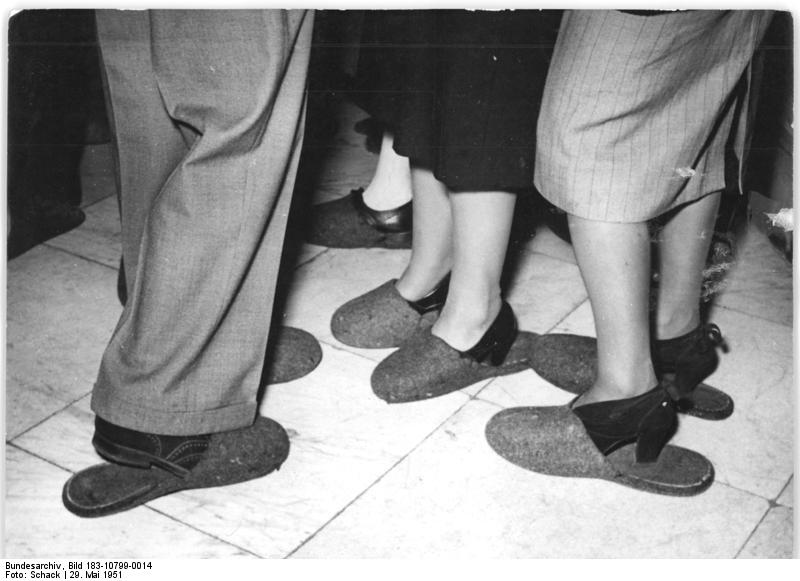
Filzüberschuhe bei einer Schlossbesichtigung

Der Sinn besteht im Schutz des eigentlichen Schuhwerks vor Verschmutzung und Nässe sowie einer besseren Bodenhaftung im Vergleich zu Ledersohlen, die bei Nässe rutschig werden. Insofern werden sie fast ausschließlich von Arbeitspendlern in der kalten und nassen Jahreszeit genutzt. In Nordamerika sind Galoschen seit langem in Gebrauch, weniger dagegen in Europa. Hier werden sie hauptsächlich von Bauherren, Architekten, Tierärzten usw. genutzt, die sich kurzfristig in einer stärker verschmutzten Umgebung aufhalten müssen. Durch die Nutzung erspart sich der Träger beim Betreten von Baustellen oder Bauernhöfen das Verschmutzen seiner Straßenschuhe. Pendler schützen damit neben der Fußbekleidung auch ihre Füße gegen Nässe und Kälte.

### Einweg-Überschuhe
Vor dem Betreten von Reinräumen, Operationssälen, Sonderisolierstationen und in Umkehr-Isolierzimmern werden diese über die Arbeitsschuhe gezogen, um diese Bereiche vor Kontamination mit Mikroorganismen bzw. Verunreinigung durch Staub- und Schmutzpartikel zu schützen. Sie bestehen aus einer Kunststoffhülle mit Gummizug. Bei Infektionskrankheiten werden sie verwendet, um einer möglichen Verschleppung der Krankheitserreger vorzubeugen. Daher müssen sie nach einmaliger Verwendung entsorgt werden.

### Filzüberschuhe
Filzüberschuhe, auch Schloss- oder Museumspantoffeln genannt, sind weite einballige Naturhaarfilzpantoffeln, die bei Schlossbesichtigungen und ähnlichem zum Schutz der Fußböden über den Straßenschuhen getragen werden.